# 孟亨利
孟亨利 （英語: Henry Mong 或 Mong HengLi），美國外科醫生，奉教會之命來華，建立以及管理多間醫院。
1907年，美國長老教會於廣東饒平黃岡建立真道醫院，並由孟亨利管理。
1922年奉基督教長老教會之命來華，於鎮江建立醫院，即今天鎮江市第一人民醫院。
1924年，擔任鎮江市紅十字會醫士會會長。